# 沙夫茨伯里剧院
沙夫茨伯里剧院（Shaftesbury Theatre）是一座西区剧院，位于伦敦卡姆登区的沙夫茨伯里大街，靠近新牛津街。
该剧院由Bertie Crewe设计，1911年12月26日开张，是沙夫茨伯里大街上最后兴建的剧院。当时名为新王子剧院，1914年改名为王子剧院。可容纳2,392人。1963年易主后更名为沙夫茨伯里剧院。
1974年成为二级登录建筑。